# روبيرتو لاغو
روبيرتو لاغو (بالإسبانية: Roberto Lago)‏ (30 أغسطس 1985 فيغو إسبانيا - ) هو لاعب كرة قدم إسباني، يلعب كلاعب وسط.

## وصلات خارجية
روبيرتو لاغو على موقع قاعدة بيانات كرة القدم.إي يو (الإنجليزية)
- روبيرتو لاغو على موقع Soccerbase.com (لاعب) (الإنجليزية)
- روبيرتو لاغو على موقع Soccerway.com (الإنجليزية)
- روبيرتو لاغو على موقع عالم كرة القدم.نت (الإنجليزية)
- روبيرتو لاغو على موقع AS.com (الإسبانية)